# Herzogliches Georgianum
L'Herzogliches Georgianum (Ducale Georgiano) di Monaco di Baviera è il secondo più antico seminario cattolico del mondo. L'edificio del seminario si trova sulla Ludwigstraße di fronte all'edificio principale dell'università Ludwig Maximilian e fu opera dell'architetto Friedrich von Gärtner.
Il seminario fu fondato nel 1494 dal duca Giorgio di Baviera a Ingolstadt e nel maggio del 1800 fu trasferito insieme con l'università a Landshut. Infine il 3 ottobre 1826 fu nuovamente trasferito a Monaco. L'edificio ospita anche un museo di arte sacra che vanta una collezione di opere dall'XI al XIX secolo.